# Nazares
Nazares foi um oficial bizantino do século VI, ativo durante o reinado do imperador Justiniano (r. 527–565). Nativo da Ilíria, em 544 foi o comandante das tropas na Ilíria, mas serviu na Itália sob Vital, onde lutou contra os ostrogodos na defesa de Bonônia. Sua posição é incerta, mas é provável que fosse duque ou conde dos assuntos militares da Ilíria. Reaparece em 551, quando foi um dos comandantes militares que participaram na expedição de Escolástico contra os esclavenos que estavam saqueando a península Balcânica.